# Lotte Eisner
Lotte H. Eisner (5 de março de 1896, Berlim - 25 de novembro de 1983, Paris) foi uma escritora, crítica de cinema, arquivista e curadora franco-alemã. Eisner trabalhou inicialmente como crítica de cinema em Berlim, depois em Paris, onde em 1936 conheceu Henri Langlois, com quem fundou a Cinémathèque Française.

## Infância e educação
Lotte Henriette Regina Eisner nasceu em Berlim, filha do fabricante têxtil Hugo Eisner e sua esposa Margarethe Feodora Aron. Eisner cresceu em um próspero meio judeu de classe média e, em 1924, obteve o título de doutora pela Universidade de Rostock. Seus estudos falavam sobre a história dos vasos gregos.

## Carreira
Em 1924, ela começou a trabalhar como crítica de teatro freelance até que, em 1927, Hans Feld, um amigo de seu irmão, sugeriu que ela trabalhasse para ele no Film Kurier, um dos muitos jornais comerciais de cinema em Berlim. Ela se juntou ao Film Kurier como jornalista, escrevendo uma mistura de artigos e entrevistas e uma crítica ocasional de filmes, incluindo a estreia de Mädchen in Uniform . A maioria das estreias e dos principais filmes comerciais eram resenhados pelos homens da equipe, mas ocasionalmente ela tinha permissão para avaliá-los. Em 1932, com a ascensão do nacional-socialismo, ela se tornou editora de provas e revisora-chefe, quando os membros da equipe começaram a deixar a Alemanha.
Em março de 1933, apenas três meses depois de Adolf Hitler se tornar chanceler, Eisner fugiu de Berlim para Paris, onde morava uma irmã. Nesta cidade, ela viveu precariamente, aceitando qualquer emprego que pudesse encontrar (tradução, babá etc.), trabalhando sempre que possível como crítica de cinema freelance para uma variedade de jornais e revistas internacionais. Em 1940, ela foi presa no primeiro Rafle du billet vert e levada para o Vel d'Hiv com centenas de outras mulheres judias solteiras. De lá, elas foram transportadas para o campo de internamento de Gurs, nos Pirenéus, um campo de concentração administrado pelos franceses para os alemães. Depois de alguns meses, ela conseguiu escapar e viajou para Montpellier, onde se matriculou brevemente como estudante antes de encontrar seu caminho para Rodez e o pastor Exbrayat, que a ajudou a obter documentos falsos - ela se tornaria Louise Escoffier, da região da Alsácia. Ela manteve contato com Henri Langlois, que estava em Paris, e escondia latas de filmes pelo país para mantê-las fora do alcance dos nazistas. Um desses lugares era perto de Figeac, no centro da França, nas caves do Château de Béduer. Langlois instruiu Eisner a ir lá para preservar os filmes (incluindo O Grande Ditador). Eisner cumpriu essa missão em condições extremamente frias por um mês antes de ficar sem dinheiro. Precisando de ajuda, ela conseguiu um emprego em uma escola para meninas em Figeac. Maltratada, ela começou a ensinar alemão para algumas garotas espanholas que moravam com a professora local, Madame Guitard, que a acolheu; ela ficou lá até a libertação de Paris no final de agosto de 1944.
Após a libertação de Paris, Eisner voltou a Langlois e tornou-se Curadora-Chefe da Cinémathèque Française, onde durante um período de quarenta anos foi responsável por coletar, salvar e curar filmes, figurinos, cenografia, obras de arte, câmeras e roteiros para a Cinémathèque arquivo. Ao mesmo tempo, Eisner começou a trabalhar em particular em seu livro L'Écran démoniaque mais tarde traduzido como The Haunted Screen, que ela descreveu em uma carta a Fritz Lang como "um livro sobre cinema mudo alemão". Ela também publicou ensaios, artigos e resenhas de filmes em revistas como a Revue du Cinéma, que mais tarde se tornou Cahiers du Cinéma. Em 1952, Eisner publicou seu livro mais aclamado, L'Écran démoniaque, seu estudo sobre a influência do espírito do expressionismo alemão no cinema, traduzido para o inglês como The Haunted Screen em 1969. Posteriormente, Eisner publicou estudos de FW Murnau (1964) e de Fritz Lang (1976), com a colaboração de Lang. Murnau foi premiado com o Prix Armand Tallier em 1965
No final da década de 1950, ela se tornou amiga e mentora de Werner Herzog e de outros jovens cineastas alemães importantes, incluindo Wim Wenders, Volker Schlöndorff e Herbert Achternbusch. Quando Eisner adoeceu gravemente em 1974, Herzog caminhou de Munique a Paris no inverno. Herzog comentou: "Estava claro para mim que, se eu fizesse isso, Eisner não morreria." Eisner aparece no documentário autobiográfico de Herzog, Portrait Werner Herzog (1986). Em sua entrevista de 2 de fevereiro de 2016, na Universidade de Stanford, Herzog afirma que 8 anos depois ela reclamou com ele de suas enfermidades e perguntou: "Estou saturada da vida. E ainda sofro com esse feitiço que não me permite morrer - você pode acabar com ele?". Herzog diz que sim, e ela morreu 8 dias depois. O filme de Wenders, Paris, Texas (1984), é dedicado à sua memória.

## Morte e legado

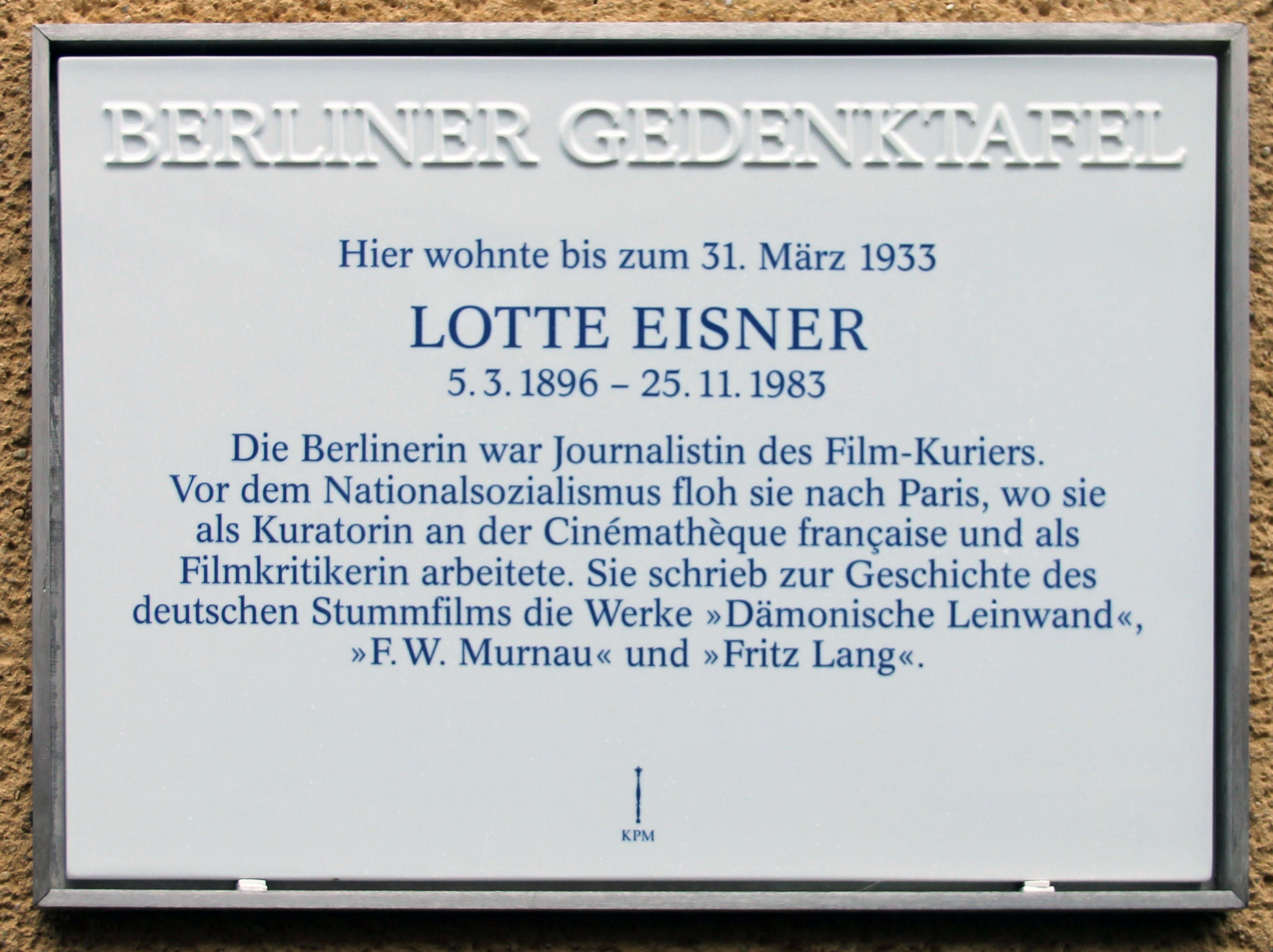
Placa de homenagem, em Berlim, em casa onde Lotte Einer viveu até 1933.

No ano de sua morte, em 1983, o ministro da Cultura da França, Jack Lang, declarou que a partida de Eisner seria "uma grande perda para o cinema francês", que seria "sentida com profunda tristeza por seus numerosos amigos do mundo do cinema".
Postumamente, em 1984, o livro de memórias de Eisner Ich hatte einst ein schönes Vaterland (Uma vez que tive uma bela pátria) foi publicado. O título é uma citação do poema In der Fremde (Abroad) de Heinrich Heine .

## Honras
Eisner tornou-se cidadã francesa em 1955 e, consequentemente, recebeu as honras dos prêmios Chevalier de l'Ordre National de la Légion d'Honneur e o Chevalier des Arts et des Lettres, em 1982.

## Escritos
- Murnau França 1964, EUA e Reino Unido 1972
- Fritz Lang, Da Capo Press, Nova Edição 1986,ISBN 0-306-80271-6
- Die dämonische Leinwand, Inglaterra. The Haunted Screen: Expressionism in the German Cinema and the Influence of Max Reinhardt, University of California Press, segunda edição de 2008,ISBN 0-520-25790-1
- Ich hatte einst ein schönes Vaterland. Memoiren , Munich: dtv, 1988 ditado a Martje Grohmann no final de sua vida, este livro trata de memórias de sua vida em Berlim, sua fuga para Paris, suas experiências de guerra e, finalmente, seu trabalho na Cinémathèque Française. Ela fala em detalhes sobre os muitos cineastas, designers e atores incríveis que conheceu durante sua longa vida.